# Liste des phares des Açores
Cet article dresse la liste des phares du territoire autonome des Açores qui sont un groupe d’îles portugaises qui se trouvent dans l'océan Atlantique nord, à environ 1 450 km à l’ouest de Lisbonne, et à 2 446 km à l'est-sud-est des côtes orientales de l'île de Terre-Neuve, au Canada (Province de Terre-Neuve-et-Labrador). Ils sont sous la compétence de l'Autorité Maritime Nationale  de la marine portugaise dont le siège de la Direction des phares se trouve à Lisbonne.

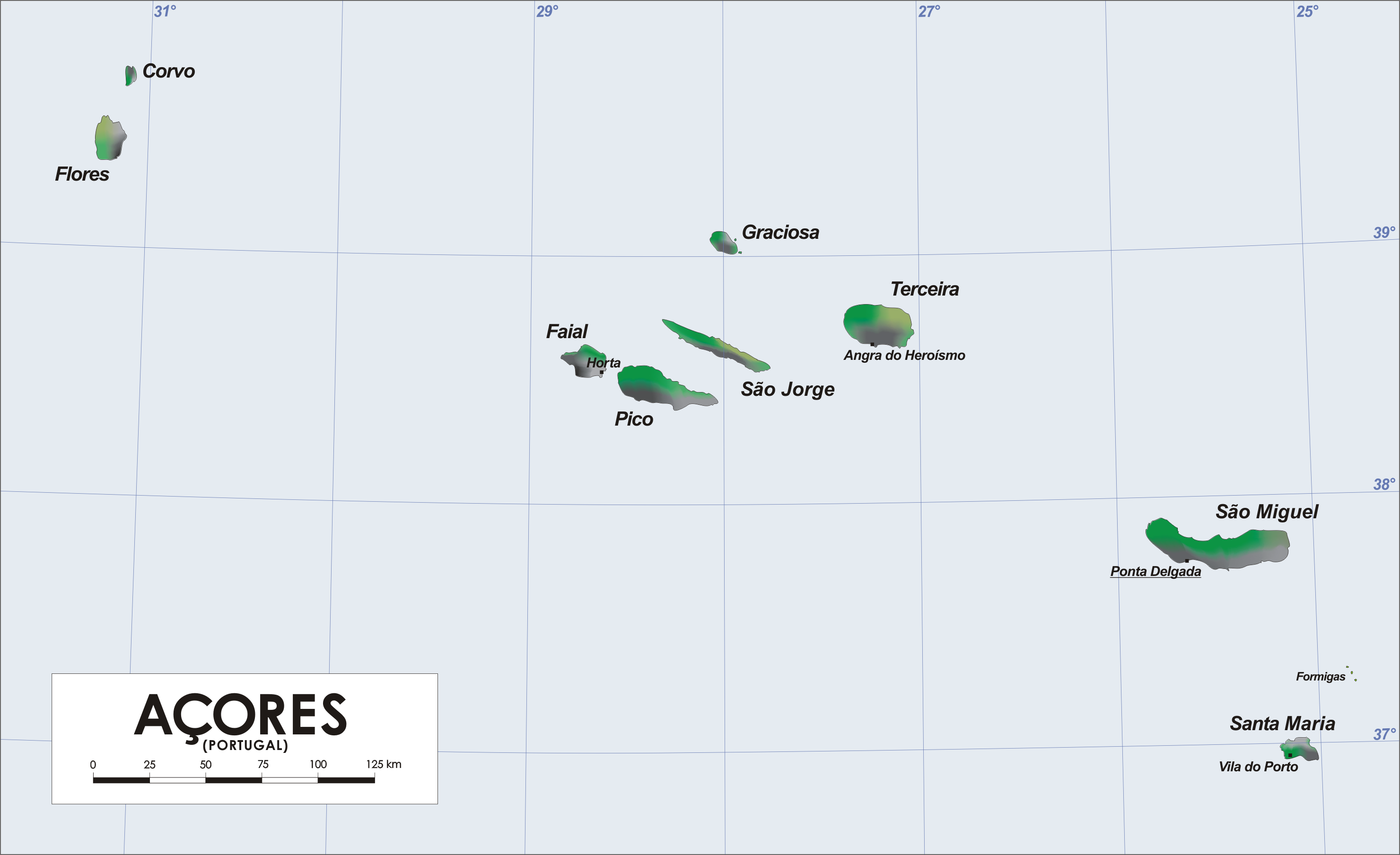
Carte des Açores

## Corvo
- Phare de Ponta Negra
- Phare de Canto da Carneira

## Flores

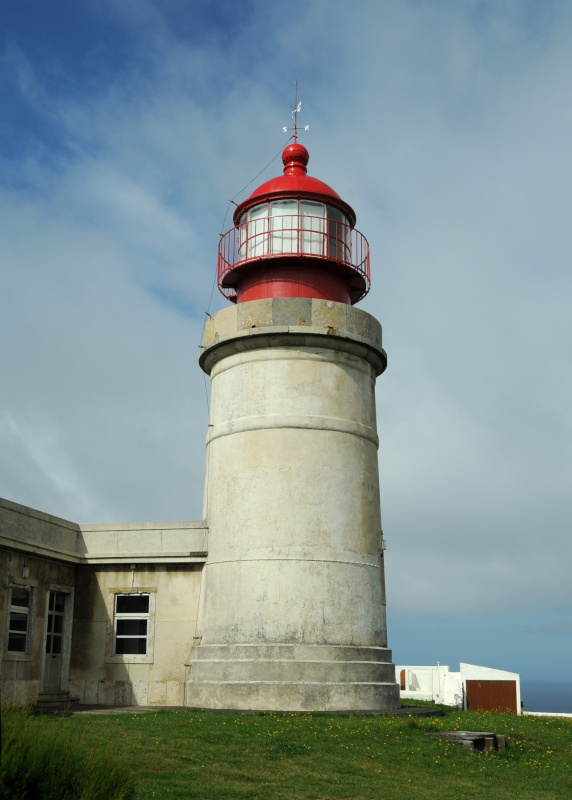
Phare d'Albarnaz à Flores, Açores.

- Phare de Ponta das Lajes
- Phare d'Albarnaz

## Faial
- Phare de Ribeirinha
- Phare d'Horta
- Phare de Vale Formoso
- Phare de Ponta dos Capelinhos (Inactif)

## Pico
- Phare de Ponta da Ilha
- Phare de Ponta de São Mateus
- Phare de Madalena

## São Jorge
- Phare de Ponta dos Rosais
- Phare de Cais das Velas
- Phare de Velas
- Phare de Calheta
- Phare de Ponta do Topo

## Graciosa
- Phare de Carapacho
- Phare du Fort de Corpo Santo
- Phare de Ponta da Barca

## Terceira
- Phare de Praia da Vitória
- Phare de Ponta das Contendas
- Feu d'Angra do Heroísmo
- Phare de Serreta

## São Miguel

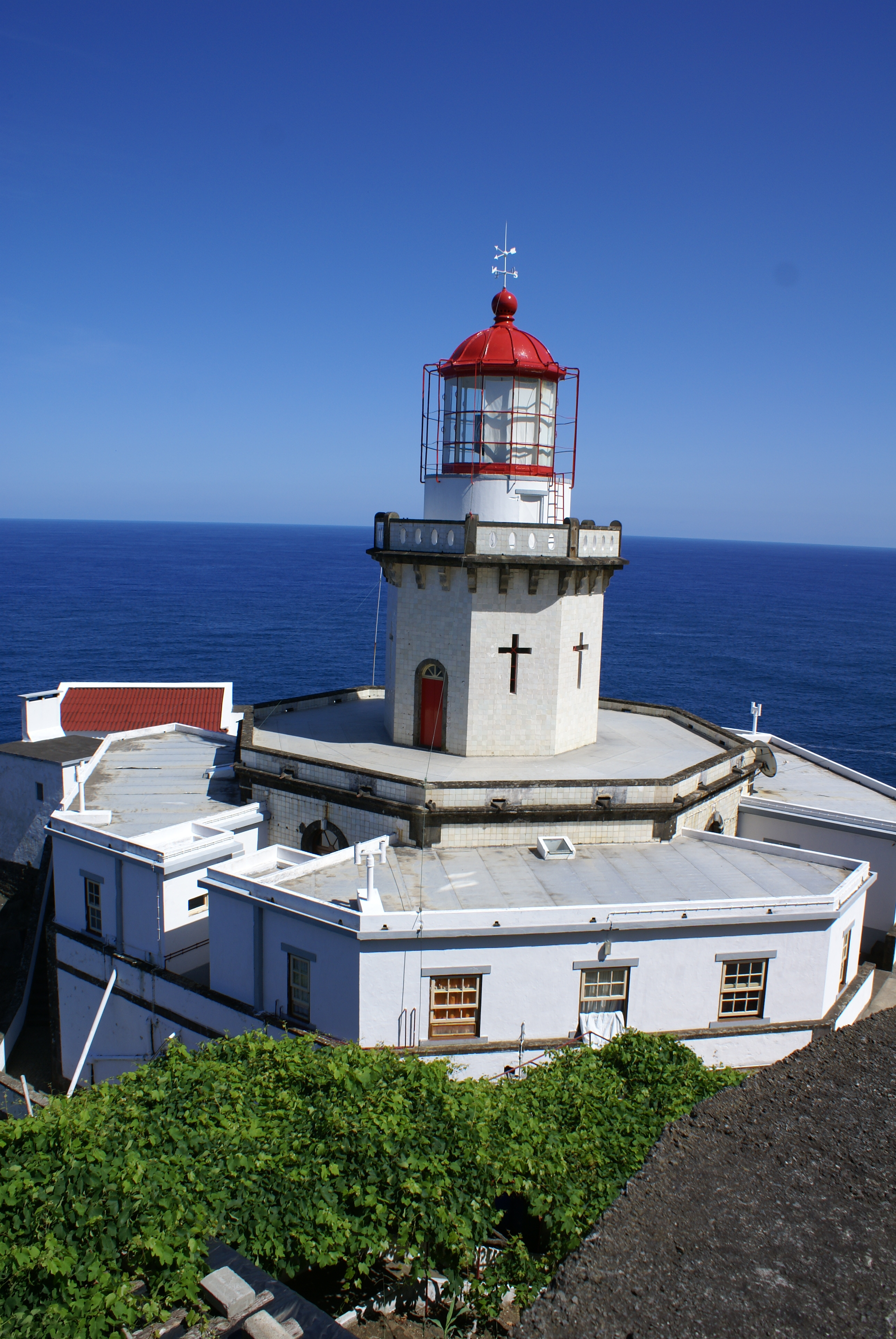
Phare de Ponta do Arnel à São Miguel, Açores.

- Phare de Ponta do Arnel
- Phare de Ponta Garça
- Phare de Varadouro (Inactif)
- Phare de Ponta Delgada
- Phare de Santa Clara (Açores)
- Phare de Ponta da Ferraria
- Feu de Rabo de Peixe
- Phare de Ponta do Cintrão

## Santa Maria
- Phare de Gonçalo Velho
- Phare des Formigas
- Feu de Vila do Porto
- Feu de Malmerendo